# Gracixalus nonggangensis
Gracixalus nonggangensis es una especie de anfibio anuro de la familia Rhacophoridae.

## Distribución geográfica
Esta especie es endémica de Guangxi en la República Popular de China.

## Descripción
Los machos miden de 30 a 35 mm y las hembras de 33 a 38 mm.

## Etimología
El nombre de la especie está compuesto de nonggang y del sufijo latino -ensis que significa "que vive, que habita", y le fue dado en referencia al lugar de su descubrimiento,  la Reserva Natural Nacional Nonggang.

## Publicación original
- Mo, Zhang, Luo, Zhou & Chen, 2013 : A new species of the genus Gracixalus (Amphibia: Anura: Rhacophoridae) from southern Guangxi, China. Zootaxa, n.º 3616, p. 61-72.[4]